# Blšanka
Die Blšanka, auch Zlatý potok (deutsch Goldbach) ist ein rechter Zufluss der Eger in Tschechien. Charakteristisch für den Fluss ist eine rotbraune Färbung durch Schwemmstoffe.

## Geographie
Die Blšanka entspringt östlich der Wüstung Kopáčov auf dem Truppenübungsplatz Hradiště im Süden des Duppauer Gebirges. Ihre Quelle liegt am westlichen Fuße des Prokopy (Prokop, 748 m) bzw. südwestlich des Pilíř (Filirsch, 760 m) an einem Sattel, auf dem 800 m nordwestlich auch der Liboc seinen Ursprung hat. Der Lauf der Blšanka führt zunächst nach Südosten und nach zwei Kilometern verlässt sie beim Forsthaus Sklárna das Militärgelände. Über Bělá, Hamerský Domek, Horní Mlýn, Kostrčany, Petrův Mlýn und Nahořečice erreicht sie Lubenec, wo sie sich nach Osten und später Nordosten wendet und das zwischen dem Duppauer Gebirge, Rakonitzer Hügelland und dem Džbán-Bergland gelegene fruchtbare Becken Podbořansko (Goldbachland) durchfließt. Entlang der Blšanka folgen die Orte Řepany, Přibenice, Mukoděly, Kryry, Hřebíčkovský Mlýn, Hradčany, Očihov, Beraní Dvůr, Blšany, Siřem, Čárka, Liběšovice, Libořice, Železná, Měcholupy, Nový Mlýn, Bukovina, Holedeč, Holedeček, Stránky, Veletice, Dobříčany und Trnovany. Nach 49 Kilometern mündet die Blšanka gegenüber von Zálužice in die Eger. An ihrer Mündung hat sie einen durchschnittlichen Wasserdurchfluss von 1,05 m³/s.
Von Kryry flussabwärts befinden sich entlang der Blšanka leichte Befestigungslinien des Tschechoslowakischen Walls. Ab Železná folgt die Bahnstrecke Praha–Chomutov dem Lauf des Flusses.
Die Blšanka führte in der Vergangenheit mehrfach schwere Hochwasser.
In der Nacht vom 25. zum 26. Mai 1872 verwüstete nach Wolkenbrüchen eine nächtliche Sturzflut das Goldbachtal; dabei ertranken mehrere Menschen und es entstanden beträchtliche Schäden. Seit 1905 wird in Holedeč der Wasserstand gemessen. Die höchsten seit dem erfassten Wasserstände lagen im Jahre 1956 bei 2,80 m und 1920 bei 2,32 m. Dagegen versiegte der Fluss in den Jahren 1906, 1907, 1911, 1935, 1953, 1965 und 2007 zum Teil über mehrere Monate. 1969 erfolgte in Holedeč die Einrichtung einer limnigraphischen Station und seit 1995 wird dort auch der Schwemmstoffeintrag im Wasser beobachtet. Die rotbraune Wasserfärbung wird durch den hohen Anteil von Eisenverbindungen in den Verwitterungsböden aus der Zeit des Perm verursacht. Im Regenjahr 1995 führte die Blšanka bei Holedeč knapp 7000 t Schwemmstoffe mit, im Dürrejahr 1998 waren es dagegen nur 293 t. Die Blšanka hat an ihrem Unterlauf eine Breite von 5 bis 10 m und wird von steil abfallenden lehmsandigen Uferböschungen eingefasst.

## Zuflüsse
- Libkovický potok (r), bei Libkovice
- Struhařský potok (r), Lubenec
- Ležecký potok (r), oberhalb Přibenice
- Mlýnecký potok (l), oberhalb Kryry
- Podhora (l), oberhalb Kryry
- Podvinecký potok (r), Kryry
- Očihovecký potok (r), oberhalb Očihov
- Valovský potok (l), bei Beraní Dvůr
- Černocký potok (r), bei Siřem
- Želečský potok (r), bei Železná
- Klučecký potok (r), bei Dobříčany
- Radíčeveská strouh (l), Trnovany
- Liběšický potok (r), Trnovany